# ハーグ派

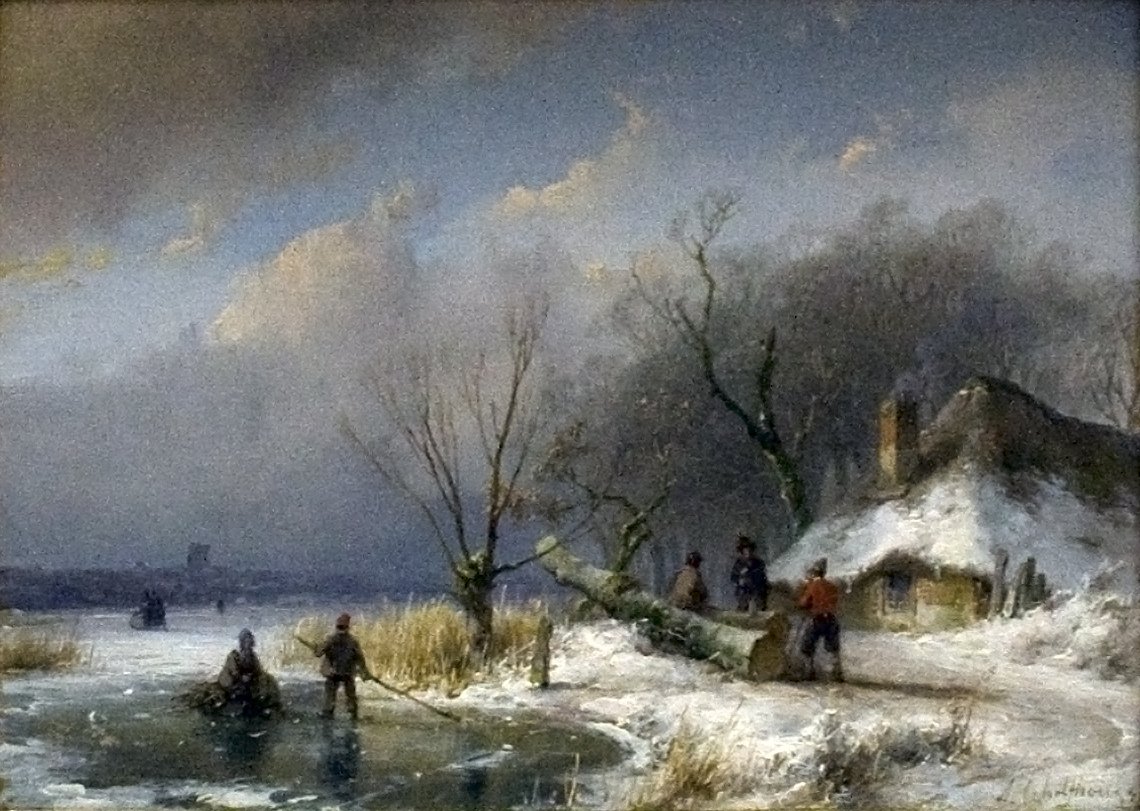
アンドレアス・スヘルフハウト「冬の風景」

ハーグ派（ハーグは、オランダ語: Haagse School）とは、1860年から1890年までの間にオランダのハーグで活動した画家たちの呼び名である。フランスのバルビゾン派による写実主義に大きな影響を受けている。ハーグ派の画家たちは、くすんだ色合いを多用する傾向にあったことから、「灰色派 (Grijze School)」と言われることもある。

## 先駆け
オランダでは、17世紀の黄金時代の後、経済的にも政治的にも衰えが見られ、芸術活動も低調となった。オランダの芸術が復調してくるのは1830年頃であり、オランダ・ロマン主義の時代と呼ばれる。そのスタイルは17世紀の絵画を真似るものであり、風景画と歴史画が世間に最も受けた。アンドレアス・スヘルフハウト(Andreas Schelfhout)は特に冬の風景画を描いたが、森や、ハーグとスヘフェニンゲンの間にある砂丘なども描いている。彼が教えた画家に、ウィナンド・ニュイエン、ヨハン・ヨンキント、ヤン・ヘンドリック・ヴァイセンブルフがいる。ニュイエンは当時のロマン主義絵画の中では最も優れた画家の一人であり、ヴァイセンブルフやヨハネス・ボスボームに大きな影響を与えた。
当時の絵の勉強といえば素描（ドローイング）の練習であり、油絵（ペインティング）のための学校はなかった。後にハーグ派を形成する若い画家たちは、こうした状況に不満を持ち、アカデミーを去ってそれぞれの師を求めた。ヘラルト・ビルデルスはハーグ絵画アカデミーを去ってスイスの動物画家シャルル・ウンベール(Charles Humbert)に学んだ。パウル・ハブリエルは国境を越えてドイツのクレーヴェに向かい、風景画家en:Barend Cornelis Koekkoekに付いて学んだ。ヨゼフ・イスラエルスは、フローニンゲンとアムステルダムのアカデミー教育に飽きたらず、パリに出てフランソワ＝エドゥアール・ピコの画塾に出席した。ヤコブ・マリスもハーグのアカデミーを去り、アントウェルペンの学校へ、さらにパリのエルネスト・エベールのもとへ行った。その弟マティス・マリスはアントウェルペンのニケーズ・ド・ケイゼルに付いて学んだ。ヘンドリック・ウィレム・メスダフはフローニンゲンを去りブリュッセルのウィレム・ルーロフスのもとで技術を磨いた。彼はまたローレンス・アルマ＝タデマからも教えを受けている。

## オーステルベーク
1830年代、テオドール・ルソー、ジャン＝フランソワ・ミレー、シャルル＝フランソワ・ドービニー、ジャン＝バティスト・カミーユ・コローといった画家たちが、フォンテーヌブロー近くのバルビゾンの森に寄り集まって、自然を見たままに描くことを信条として制作を行い、これが有名なバルビゾン派となった。1850年代、オランダの画家たちもこれにならい、街中を離れて画業に打ち込むためオーステルベークの田舎に集まった。いずれもバルビゾン派の影響を受け、素早い筆致で見たものを絵にしていった。ヘラルト・ビルデルスの父ヨハネス・ビルデルスは1852年にオーステルベークに移り、それを慕って多くの生徒がやってきた。アントン・モーヴ（フィンセント・ファン・ゴッホの義従兄）、マリス3兄弟（ヤコブ、ウィレム、マティス）がこの地を訪れたほか、ウィレム・ルーロフスやポール・ガブリエルも度々訪れた。ヨゼフ・イスラエルス、ヤコブ・マリス、ヴァイセンブルフらは、バルビゾンも訪問してそこで絵を描いている。

## ハーグ派の形成

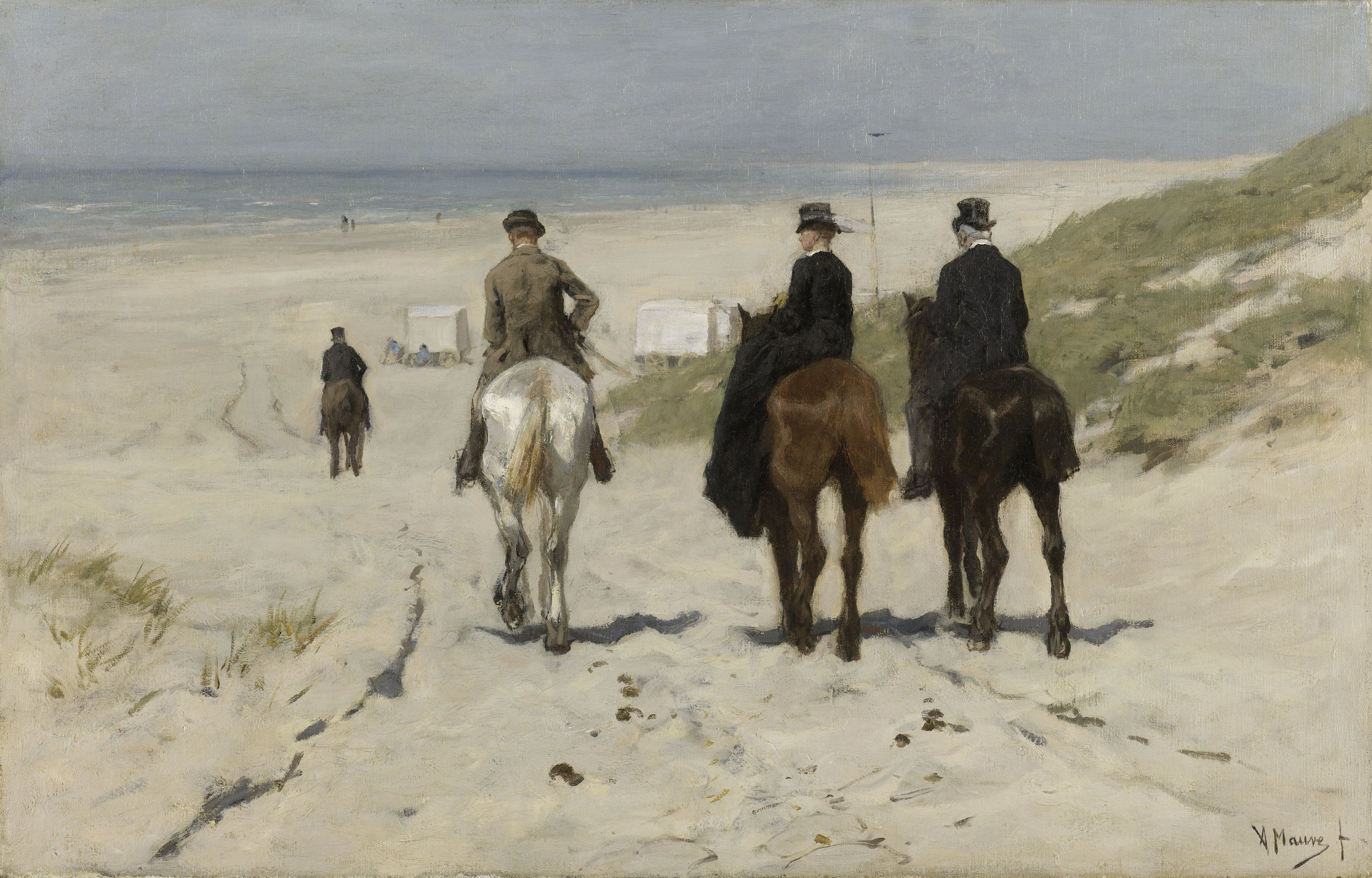
アントン・モーヴ「浜辺の朝の乗馬」

1860年代後半、こうした画家たちがハーグに集まり始めた。1869年、メスダフはブリュッセルでの見習い生活を終え、ハーグに移った。ヤコブ・マリスは、1870年の普仏戦争開戦に伴い、パリからハーグに帰国した。同年、ヨゼフ・イスラエルス、そしてアントン・モーヴもハーグに住み始めた。ウィレム・マリス、ヨハネス・ボスボーム、ヤン・ヘンドリック・ヴァイセンブルフはもとからここに住んでいたメンバーである。彼らは固い友情で結びつき、一人が展覧会に招待されると、友人の作品も展示されるように働きかけるなど、協力し合った。
「ハーグ派」という名前を付けたのは、批評家ヤコブ・ファン・サンテン・コルフである。彼は、ハーグ派の手法を「事物を見、描く新しい方法」であり、「雰囲気を伝えることを目指し、明暗（トーン）が色彩に対し優位を占めている」、「いわゆる悪天候効果と灰色の雰囲気を専ら好んでいる」と説明している。ハーグ派の画家たちは、眼で見たものそのままを忠実に描写するよりも、雰囲気やその瞬間の印象を伝えることに関心を持った。多くを地味な色彩で描き、特に灰色を好んだことから、「灰色派」と呼ばれることもある。

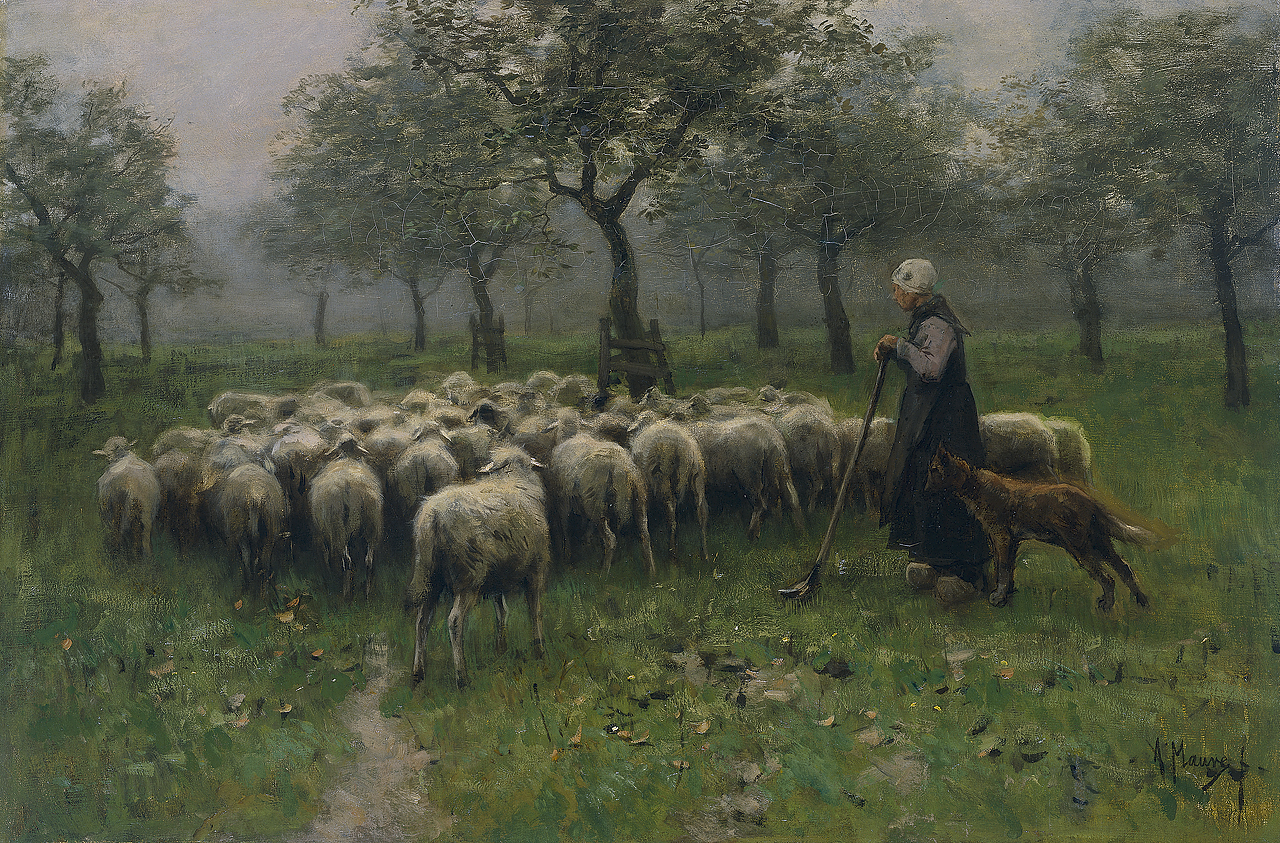
アントン・モーヴ「羊飼いと羊の群れ」

ハーグ派の画家の多くは、ボスボーム、ルーロフス、ヴァイセンブルフが1847年に設立した絵画協会プルクリ・スタジオに所属して議論を交わした。このスタジオ設立に至ったのは、ハーグでの研鑽の機会が少ないことに若手画家たちが不満を募らせていたためである。ハーグ派の画家たちが理事を務め、プルクリ・スタジオは長い間ハーグ派の拠点としての役割を果たした。
時がたつにつれてハーグ派の画家たちも変化していった。ヤコブ・マリスはパレットに鮮やかな色彩を取り入れるようになった。ヨゼフ・イスラエルスも、くすんだ色遣いから完全に卒業してしまった。ヴァイセンブルフは後年の作品では細部をぼやけさせ、浜辺などの風景を抽象的ともいえる色遣いで描くようになった。ウィレム・マリスは水面や牛の群れを日光が照らしだす草地の風景などを描き出す、光の画家となった。マティス・マリスは花嫁や子供たちの絵を描き続けたが、それは徐々に霞がかった夢心地のようなものになり、最後には現実から完全に遊離していった。

## 解体

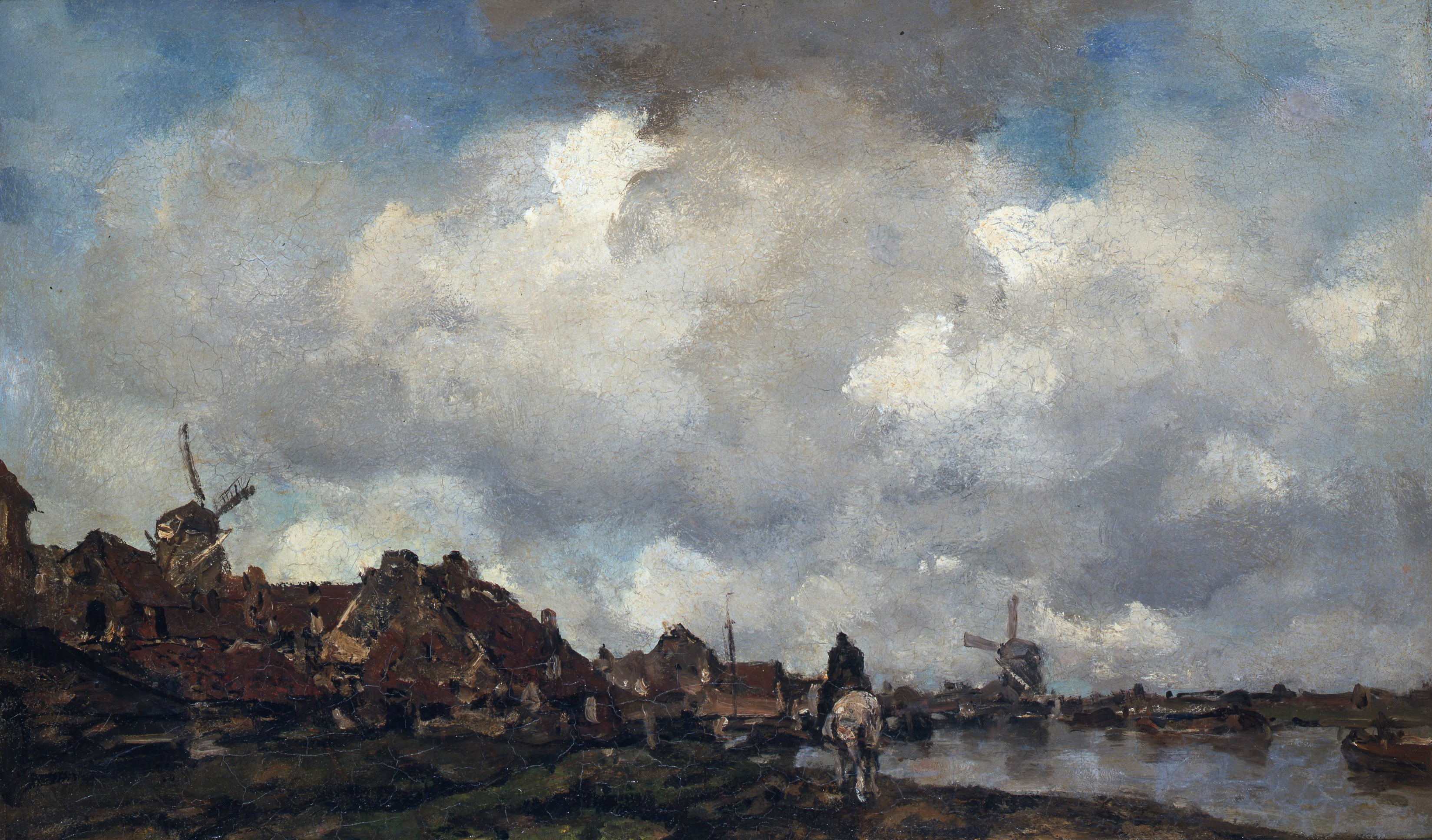
ヤコブ・マリス「スヒーダム近くの村」

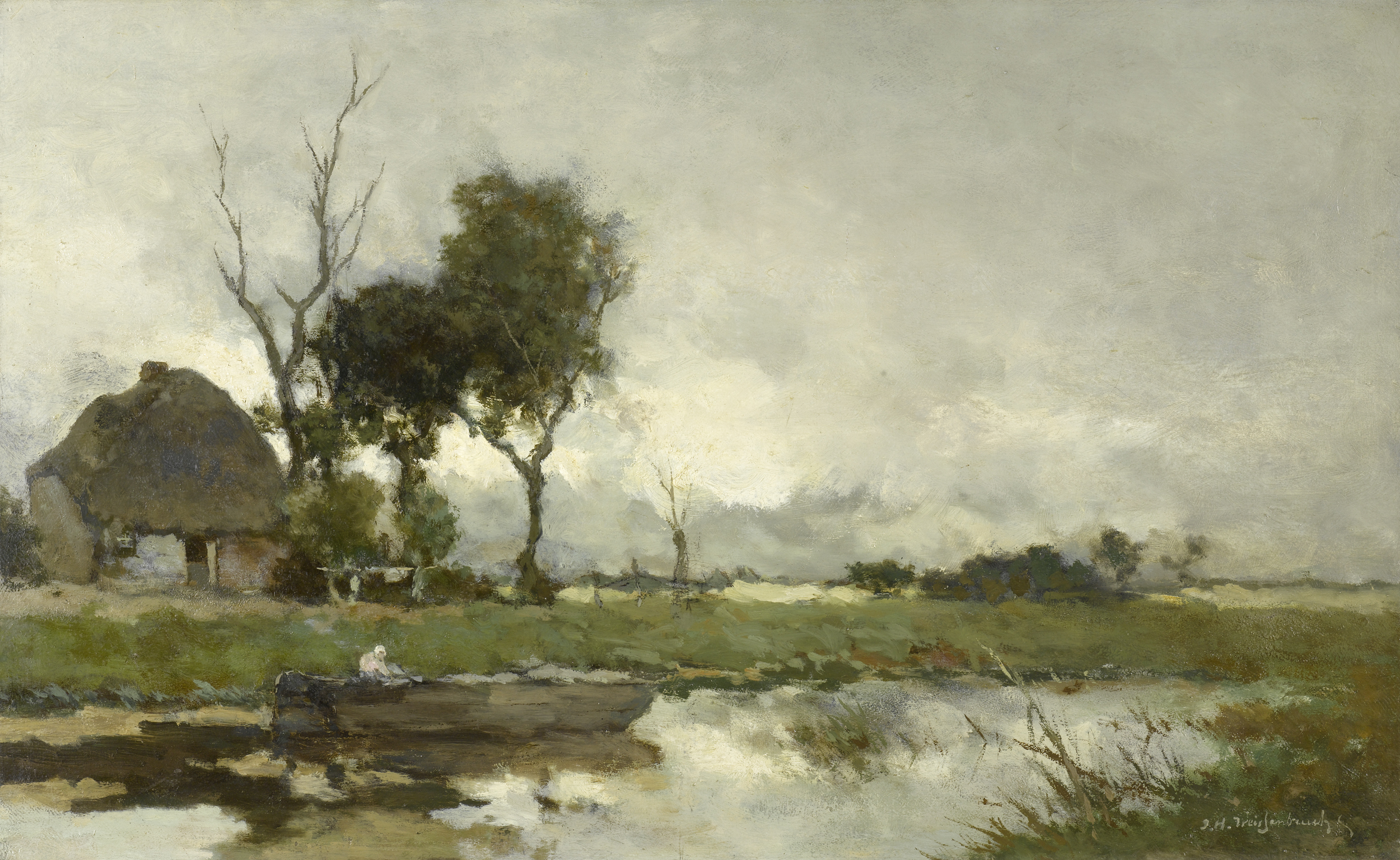
ヴァイセンブルフ「秋の風景」

1880年代半ば頃までに、ハーグ派の団結は崩れ始めた。ハーグの町自体が、巨大化するにつれて性格を変えていった。小さな漁村だったスヘフェニンゲンも、近郊が開発されるとともに変容し、工場が立ち並ぶようになった。ヴァイセンブルフとルーロフスは、ハーグが急激に成長しすぎていると感じ、干拓地に移って画業を続けることにした。
アントン・モーヴとヨゼフ・イスラエルスは、北ホラント州ラーレンに移り、ラーレン派と呼ばれるようになったが、その内容はハーグ派を引き継ぐものであった。アルベルト・ヌーハイス(Albert Neuhuys)、ヘイン・ケファー(Hein Kever)、エフェルト・ピーテルス(Evert Pieters)も1880年から1900年にかけて同地で活躍した。ラーレンの農家の部屋や、屋外の風景などを好んで描いた。
このようにハーグが大きくなりすぎたと感じた画家がいた一方で、ハーグではまだまだ狭いと感じ、アムステルダム印象派の中に台頭していった画家もいた。このグループは積極的に都市生活を対象として取り上げた。この中には、ハーグ派の第2世代と言われるヘオルヘ・ヘンドリック・ブレイトネル、イサーク・イスラエルス（ヨゼフ・イスラエルスの息子）、ウィレム・バスティアーン・トーレン、ウィレム・デ・ズワルト（別名ウィリアム・ブラック）がいる。このほか、ハーグ派のバックグラウンドを持ちつつアムステルダム印象派に数えられる画家として、ウィレム・ウィッセン、エフェルト・ピーテルス、ヤン・トーロップがいる。

## ギャラリー

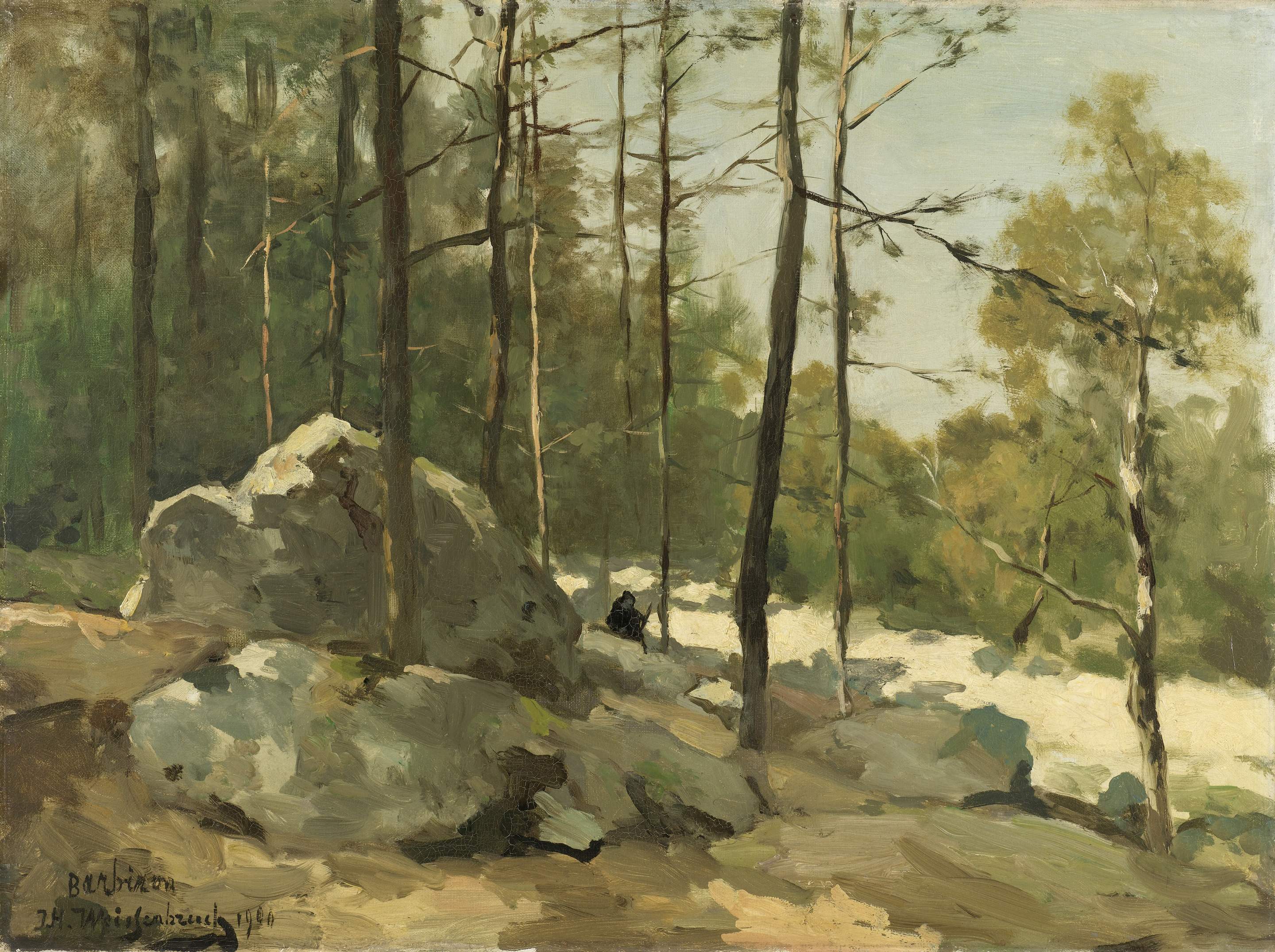
ヴァイセンブルフ 「バルビゾン近くの森の眺め」
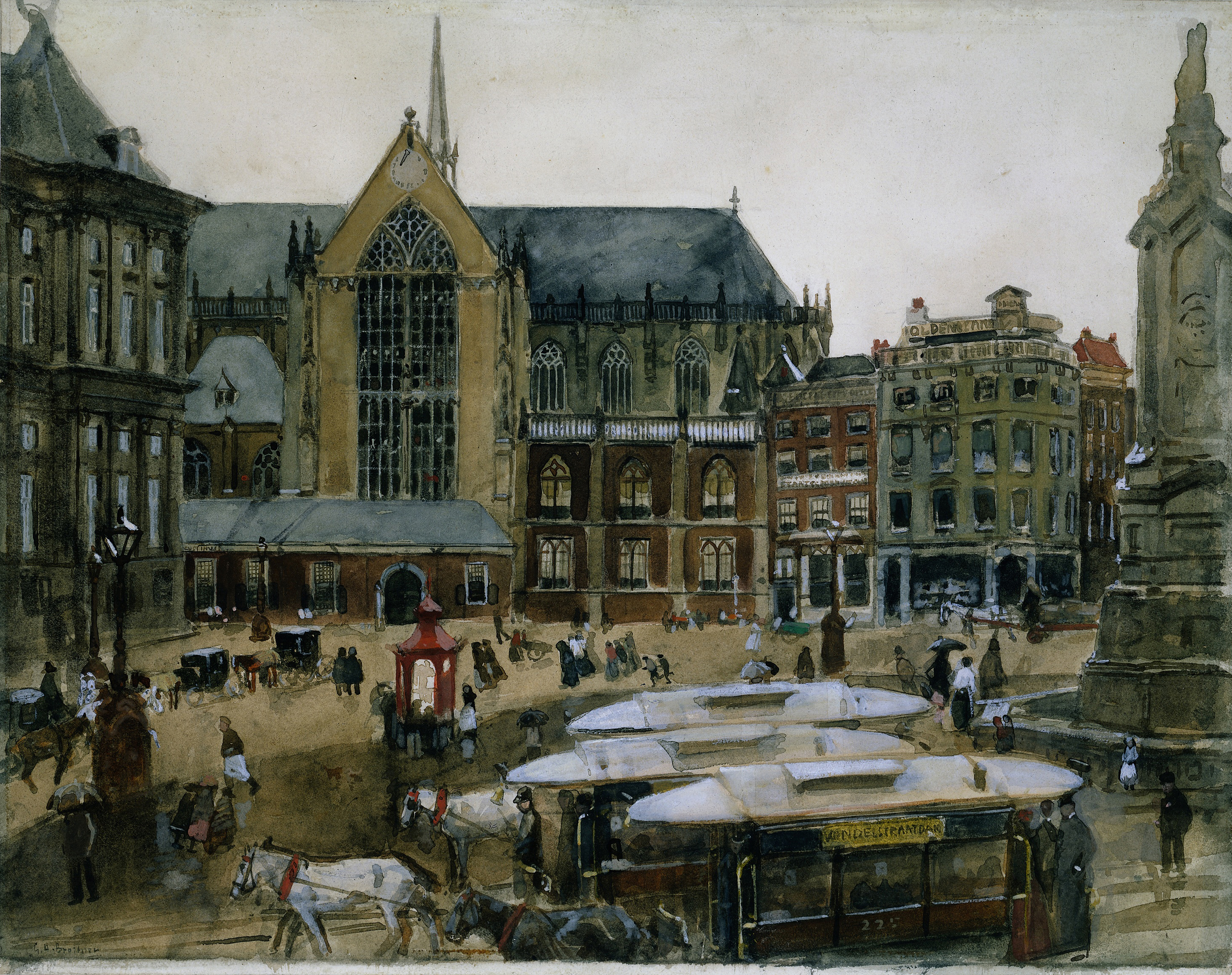
ヘオルヘ・ヘンドリック・ブレイトネル 「アムステルダムのダム広場」
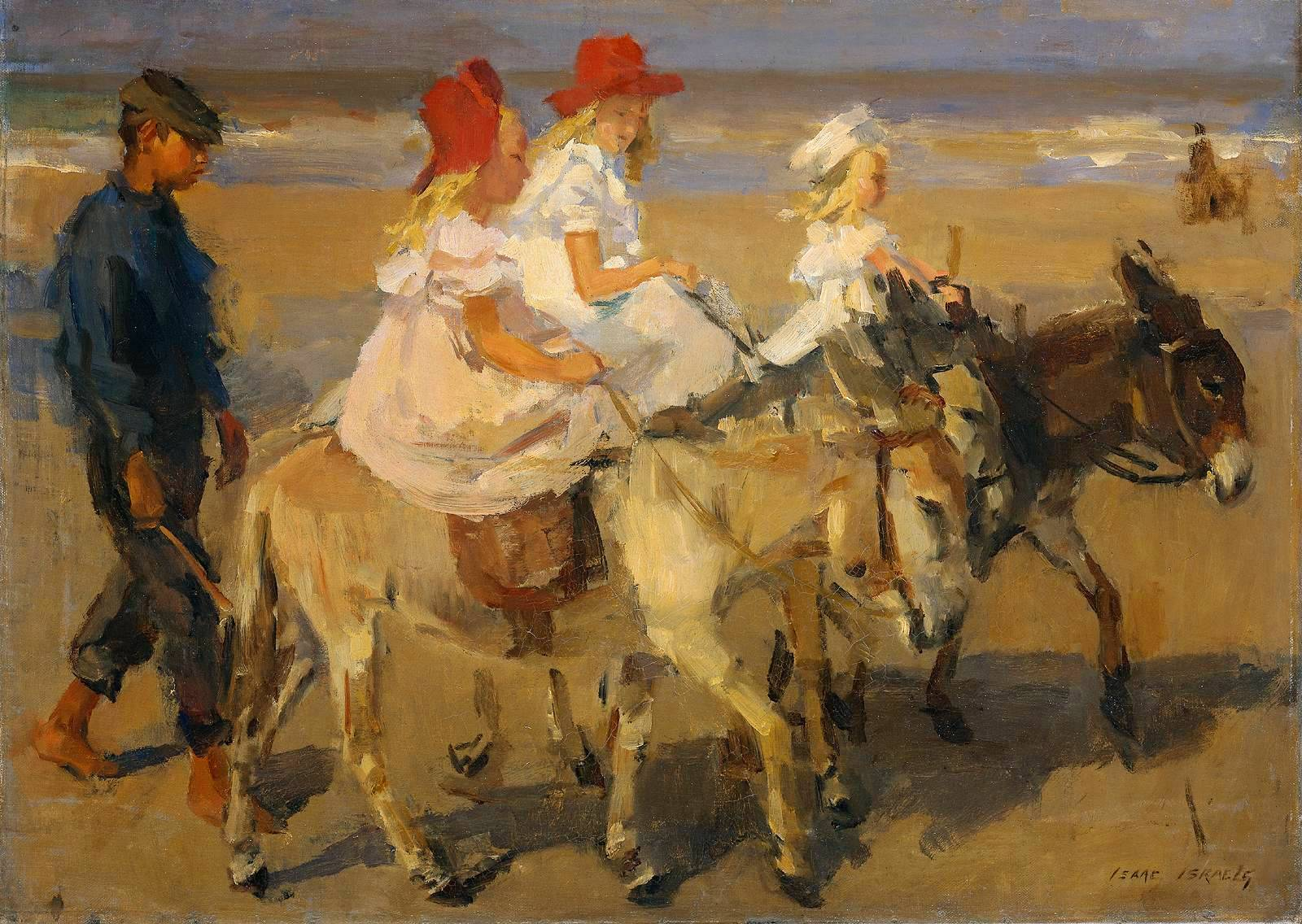
イサーク・イスラエルス 「ロバ乗り」
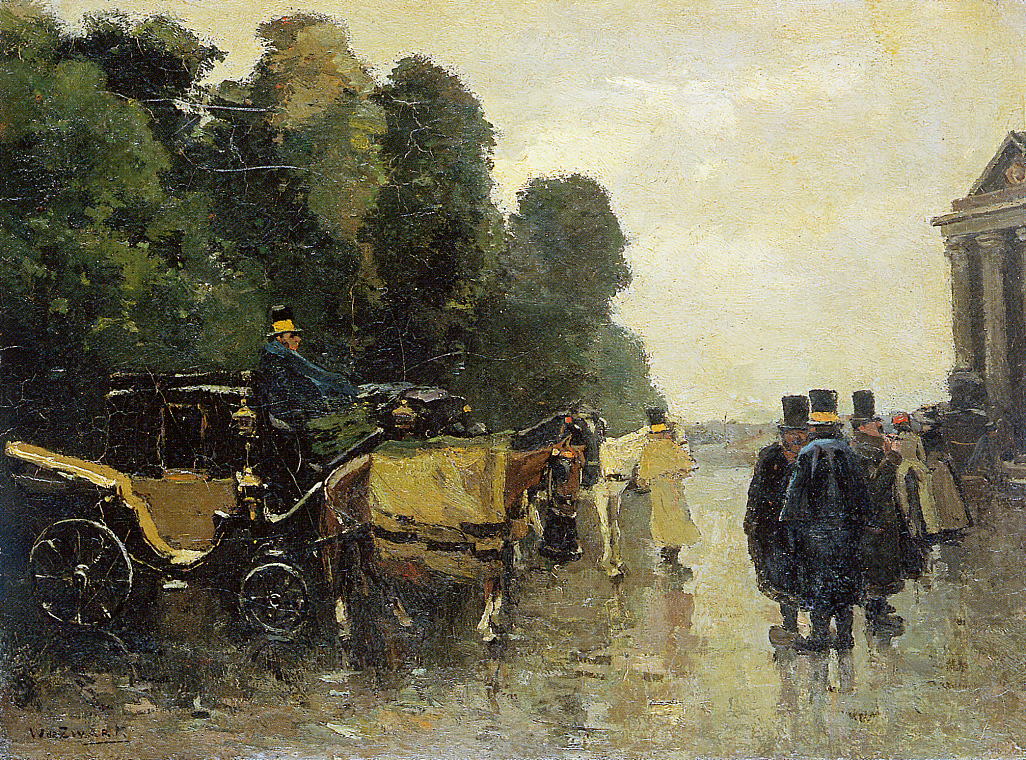
ウィレム・デ・ズワルト 「馬車乗り場」